# Agualva-Cacém
Agualva-Cacém è un centro abitato, ex freguesia portoghese situata nel distretto di Lisbona.
Fa parte del comune di Sintra e si trova nella regione storica dell'Estremadura. Nonostante il nome ufficiale della freguesia sia Agualva-Cacém, c'è chi la definisce globalmente Cacém. Così, in termini pratici, quando si dice «abito a Cacém» ci si può riferire alle quattro parti che compongono la freguesia: Agualva, Cacém, Mira-Sintra, São Marcos.

## Infrastrutture e trasporti
Agualva-Cacém dispone di due stazioni ferroviarie: Agualva-Cacém e Mira-Sintra-Meleças. Vi è una linea urbana che collega tutti i punti più importanti della città. Vi è anche un servizio taxi. La freguesia è servita anche da una autostrada che la collega a Lisbona:la IC 19.

## Popolazione
Agualva-Cacém è la quarta più grande città dell'area metropolitana di Lisbona (dopo Lisbona, Amadora, Almada e Setúbal) ed è la decima città più popolosa del Portogallo (dopo Lisbona, Vila Nova de Gaia, Porto, Amadora, Braga, Coimbra, Almada, Funchal e Setúbal).

## Patrimonio
- Quinta da Bela Vista che si trova in pessimo stato. Per questo patrimonio culturale è già partita la riqualificazione.
- Quinta da Fidalga, che è conosciuta anche come Antiga Quinta da Nossa Senhora do Carmo, è stata fondata per la prima volta nel 1725 da Josè Ramos da Silva, che era padre dello scrittore Matias Aires Ramos. Essa è stata classificata come Immobile di Interesse Municipale (IIM) dall'Istituto Portoghese del Patrimonio Architettonico.
- Anta de Agualva
- Sitìo Arqueològico de Colaride o Estação Romana de Colaride.